# Koenigia alpina
Koenigia alpina (гірчак альпійський як Polygonum alpinum) — вид трав'янистих рослин родини гречкові (Polygonaceae); поширений у помірній Євразії.

## Опис
Багаторічна рослина 20–100 см заввишки. Листки ланцетні, знизу на жилах запушені. Квітки білі або світло-рожеві. Оцвітина 3–3.5 мм завдовжки. Горішок 4–5 мм завдовжки. Стебла розгалужені від середини. Гілки смугасті, не розлогі, мало-волосисті, рідко голі. Ніжка листка 5–10 мм; листова пластинка зеленувата знизу й зелена зверху, 3–9 × 1–3 см, обидві поверхні волосисті, основа широко клиноподібна, край цілий і густо коротко війчастий, верхівка гостра, рідко загострена. Суцвіття кінцеве, волотисте; гілки суцвіття розлогі, голі. Плоди яйцеподібні, 3.5–4 × 2.5–2.9 мм; їхня поверхня світло-коричнева, легко-блискуча, гола. 2n=20.
Період цвітіння: червень — липень. Період плодоношення: липень — серпень.

## Поширення
Поширений у помірній Євразії від Іспанії до Кореї та Сибіру. Населяє узлісся, трав'янисті схили.
В Україні вид зростає на кам'янистих схилах, відслоненнях — дуже рідко в донецькому Лісостепу (на р. Біла в околицях Луганська), степу (Дніпропетровська обл., м. Кривий Ріг; по р. Вовча у Великоновосілківському р-ні Донецької обл.) і Криму (м. Сімферополь).

## Використання
Дубильна, лікарська, харчова рослина.